# Cape to Rio Yacht Race

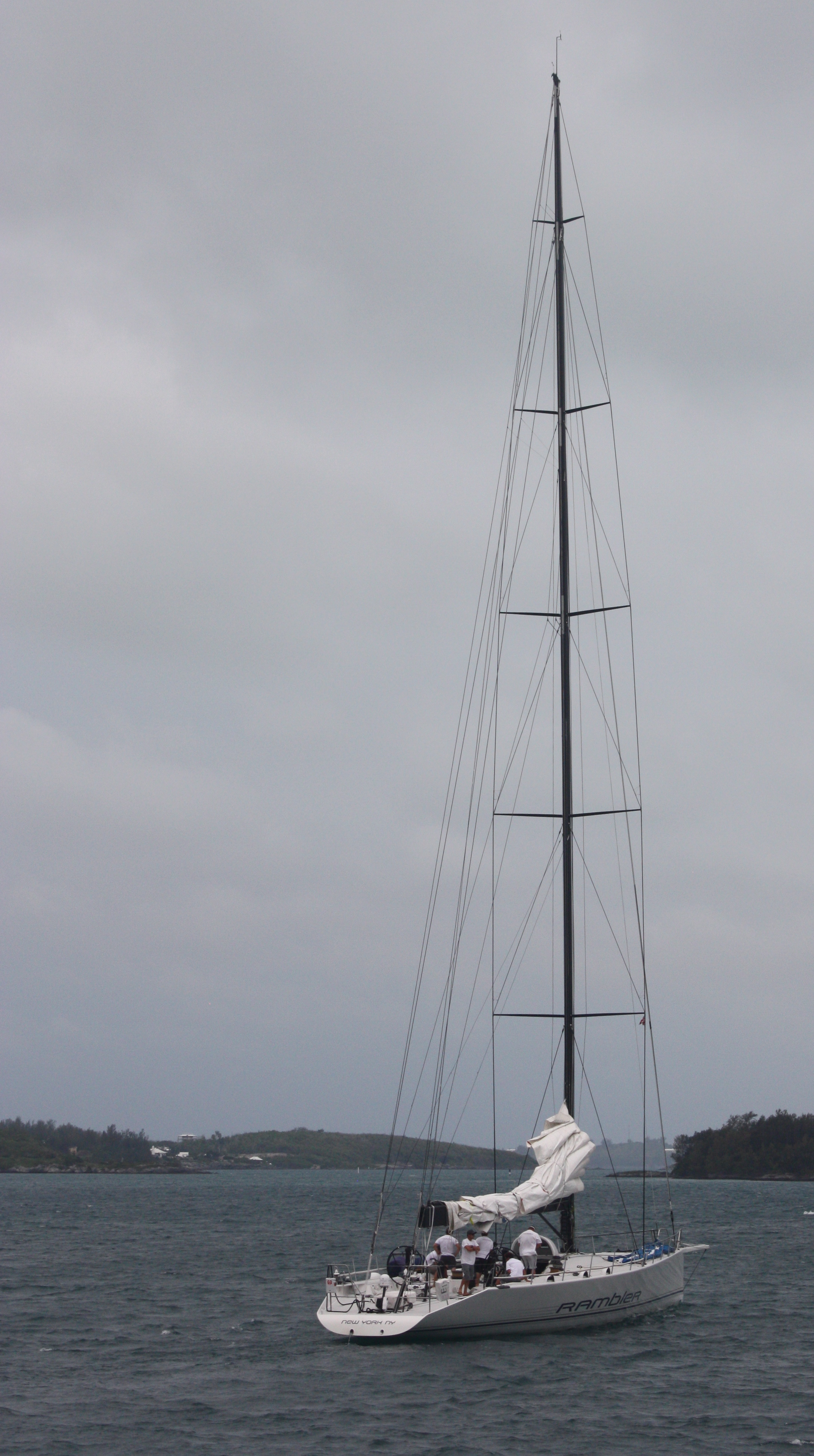
Rambler, winnaar van de race in 2009

De Cape to Rio Yacht Race (in het verleden ook South Atlantic Yacht Race en Cape to Bahia Yacht Race genoemd) is een zeilwedstrijd van Kaapstad (Zuid-Afrika) over de Atlantische Oceaan naar Rio de Janeiro (Brazilië). De race werd in 1971 voor het eerst gehouden. Tijdens de eerstvolgende editie zullen de Zuid-Afrikaanse Peter van Kets en Braam Malherbe de race in een roeiboot meevaren, met als doel mensen bewust te maken van de klimaatveranderingen en hun #DOT (Do One Thing).

## Ontstaan
Het idee voor de wedstrijd ontstond na het succes van de Zuid-Afrikaanse zeiler Bruce Dalling in de Observer Single-Handed Trans-Atlantic Race van 1968. Dalling passeerde als tweede de finishlijn en won de race op handicap, zeilend met het jacht Voortrekker dat speciaal voor de wedstrijd werd gebouwd. Deze overwinning maakte hem een nationale held en de belangstelling voor de zeilsport nam sterk toe.
Na een seizoen vol wedstrijden in Europa keerde Voortrekker terug naar Kaapstad en haar eigenaar, de South African Ocean Racing Trust, droeg haar over aan de Zuid-Afrikaanse marine. Tijdens deze ceremonie werd de suggestie gedaan om Zuid-Afrika zijn eigen oceaanwedstrijd te geven. De discussie over de vraag naar welk continent de race moest gaan – Australië of Zuid-Amerika – werd beslist in het voordeel van de laatste. Dit omdat de toegankelijke voor de windse route een stimulans zou vormen voor de nog kleine Zuid-Afrikaanse zeilgemeenschap om de oceaan op te gaan.

## Opzet
De race wordt georganiseerd door de Royal Cape Yacht Club (RCYC). In de originele opzet is het een oceaanwedstrijd die start in Kaapstad en eindigt in Rio de Janeiro. De race vindt altijd in januari plaats zodat de finishtijden rondom de start van de carnaval in Rio de Janeiro liggen. De totale lengte van de race is ongeveer 3.600 zeemijl (6.700 kilometer) over de Atlantische Oceaan. Het is daarmee de langste non-stop zeilwedstrijd die op het zuidelijke halfrond wordt gehouden. Na het verlaten van Kaapstad varen de deelnemers in noordwestelijke richting naar het eiland Da Trindade, en van daaruit zuidwestelijk naar Zuid-Amerika. In de buurt van de kust moeten de schippers beslissen of ze de langere route met sterke wind of een meer directe route met kans op lichtere winden nemen.
De hoofdprijs van de race is de "South Atlantic Trophy", die wordt uitgereikt aan de winnaar op handicap. Daarnaast zijn er prijzen voor de snelste deelnemer, voor een eventueel nieuw tijdsrecord, en voor de eersten op handicap in elk van de zeilklassen.

## Historie
De eerste editie was een groot succes. Er was gerekend op 10 à 15 inschrijvingen, maar dit werden er 69, waarvan 59 schepen daadwerkelijk aan de start verschenen. De race vertrok op 16 januari 1971 met een internationaal deelnemersveld waaronder de schippers Robin Knox-Johnston, Éric Tabarly, Kees Bruynzeel en Maximo Reveiro Kelly.
In 1976 vormde de race de eerste etappe van de Gauloise Triangle-zeilwedstrijd. Als gevolg daarvan was er een enorm aantal inschrijvingen van 126 jachten.
Hoewel de race normaal gesproken Rio als eindpunt heeft, is er ook naar andere eindbestemmingen gevaren. In 1979, 1982 en 1985 was dit Punta del Este in Uruguay. Dit betekende ook dat de af te leggen afstand toenam van 3600 naar 4500 zeemijl en de jachten een week langer onderweg waren. Omdat dit met name voor de minder ervaren zeilers uiteindelijk te zwaar bleek, keerde de finish in 1993 weer terug naar Rio.
Vanwege de groeiende populariteit van multihulls (catamarans en trimarans) werden deze schepen in 2003 toegelaten tot de wedstrijd, zij het in een aparte categorie.
In 2006 werd op aandringen van de Braziliaan Georg Ehrensperger een nieuwe eindbestemming gekozen: Salvador, de hoofdstad van de Braziliaanse deelstaat Bahia. Door deze bestemming werden de windstille gebieden op de route na het eiland Da Trindade vermeden. Dit resulteerde in een andere wedstrijdafstand van 3380 zeemijl. De naam van de race werd gewijzigd in "Cape to Bahia Yacht Race" en Heineken werd de nieuwe hoofdsponsor. Het bedrijf bleef ook sponsor in 2009 en 2011. In 2006 mochten voor het eerst ook schepen met twee of slechts één bemanningslid meevaren, iets wat tot dan toe altijd verboden was.
In 2011 werd teruggekeerd naar de oude eindbestemming Rio, en ook werd de race hernoemd tot zijn originele naam. Wel koos men voor een wijziging in de route: Da Trindade werd weggelaten als routepunt. In 2014 bleef dit zo, alleen werd een beperkende breedtegraad opgelegd, namelijk die ter hoogte van Tristan da Cunha.

## Winnaars
Onderstaande tabel geeft een overzicht van alle gevaren edities van de Cape to Rio Yacht Race.
| Editie | Eindbestemming | Afstand (Nm) | Deelnemers | Winnaar op handicap | Winnaar op tijd        | Snelste tijd                   |
| ------ | -------------- | ------------ | ---------- | ------------------- | ---------------------- | ------------------------------ |
| 1971   | Rio de Janeiro | 3600         | 59         | Albatros II         | Ocean Spirit           | 23 dagen en 42 minuten         |
| 1973   | Rio de Janeiro | 3600         | 40         | Stormy              | Stormy                 | 21 dagen, 15 uur en 13 minuten |
| 1976   | Rio de Janeiro | 3600         | 129        | Guia III            | Ondine                 | 17 dagen, 5 uur en 35 minuten  |
| 1979   | Punta del Este | 4500         | 36         | Weetbix             | Kwa Heri               | 24 dagen, 9 uur en 58 minuten  |
| 1982   | Punta del Este | 4500         | 48         | Suidoos             | Rampant II             | 22 dagen, 8 uur en 15 minuten  |
| 1985   | Punta del Este | 4500         | 35         | Spirit of CIW III   | Apple Macintosh        | 21 dagen en 6 uur              |
| 1993   | Rio de Janeiro | 3600         | 83         | Morning Glory       | Broomstick             | 15 dagen, 3 uur en 10 minuten  |
| 1996   | Rio de Janeiro | 3600         | 56         | Renfreight          | Fancourt Morning Glory | 14 dagen, 14 uur en 52 minuten |
| 2000   | Rio de Janeiro | 3600         | 80         | Zephyrus IV         | Zephyrus IV            | 12 dagen, 16 uur en 49 minuten |
| 2003   | Rio de Janeiro | 3600         | 33         | Baleka              | Nicator                | 12 dagen, 23 uur en 47 minuten |
| 2006   | Salvador       | 3330         | 30         | Windsong            | Adrenalina Pura        | 10 dagen, 8 uur en 1 minuut    |
| 2009   | Salvador       | 3330         | 49         | Rambler             | ICAP Leopard           | 10 dagen, 5 uur en 45 minuten  |
| 2011   | Rio de Janeiro | 3500         | 17         | City of Cape Town   | Prodigy                | 15 dagen, 23 uur en 57 minuten |
| 2014   | Rio de Janeiro | 3300         | 38         | Maserati            | Maserati               | 10 dagen, 11 uur en 29 minuten |

Evenementen: Admiral's Cup · America's Cup · Audi MedCup · Cowes Week · Extreme Sailing Series · Kieler Woche · Louis Vuitton Cup · Olympische Spelen · RC44 Championship Tour · Ronde om Texel · 52 Super Series · Vintage Yachting Games · WK Zeilen

Oceaanwedstrijden: Barcelona World Race · Bermuda Race · Cape to Rio Yacht Race · Fastnet Race · Jules Verne Trofee · Mini Transat · The Ocean Race · OSTAR/Transat · Route du Rhum · Solitaire du Figaro · Sydney to Hobart Yacht Race · Transat Jacques Vabre · Transpacific Yacht Race · Velux 5 Oceans Race · Vendée Globe